# 프리먼 다이슨
프리먼 존 다이슨(영어: Freeman John Dyson, 1923년 12월 15일 ~ 2020년 2월 28일)은 영국 태생의 미국의 물리학자이다. 양자전기역학의 이론적 기반을 닦은 인물 중 하나이다. 또한 저명한 물리학자들 중 거의 유일하게 평생 박사 학위를 취득하지 않았다.

## 생애 및 업적
프리먼 다이슨은 1923년 12월 15일 영국 버크셔주 크로손(Crowthorne)에서 태어났다. 1936년에서 1941년까지 윈체스터 칼리지를 다녔다. 18살이던 1940년에는 케임브리지 대학교에서 고드프리 해럴드 하디 아래에서 수학을 공부하기도 했다. 제2차 세계 대전이 발발하자 영국군에 입대하여 20살의 나이에 영국 공군 폭격기 사령부에서 분석가로 일했다. 전쟁이 끝나자 케임브리지 대학교 트리니티 칼리지에서 수학으로 학사 학위를 취득했다. 1947년에는 두 개의 정수론 논문을 출판했다.
그리고 미국으로 건너가 1947년부터 코넬 대학교 박사과정에 등록하여 한스 베테의 지도 아래 물리학을 연구하기 시작했다. 그러나 바로 연구에 뛰어들면서 이후 평생 동안 박사 학위를 취득하지 않았다.
프리먼 다이슨의 가장 널리 알려진 학문적 업적은 양자장론의 이론적 기반을 닦은 작업들이다. 그는 1949년에 양자전기역학을 기술하는 두 가지 방법, 즉 리차드 파인만의 파인만 도표를 이용한 경로적분과 줄리안 슈윙거, 도모나가 신이치로가 제안한 연산자 계산이 동치라는 것을 증명했다. 그리고 파인만 도표를 가지고 재규격화 계산을 구현한 논문을 최초로 썼다. 또한 다이슨 급수라는 기법을 발명했으며, 이것은 워드-다카하시 항등식으로 확장되는 기반이 되었다.
1957년부터 1961년까지는 핵추진기를 이용한 우주비행 계획인 오리온 계획에 참여하였다. 시험 기종은 보통의 폭발물을 사용했으나, 우주에서의 핵무기 사용 금지 조약에 의해 계획은 중도에 파기됐다. 이후 제러드 오닐(Gerard K. O'Neill)이 설립한 우주학 연구소(Space Studies Institute)에서 소장을 역임하기도 했다.
생애의 후기에, 다이슨은 기술적으로 진보한 문명은 자신이 살고 있는 항성계의 태양을 완벽히 둘러싸 항성에서 나오는 복사 에너지를 완전히 사용하고 바깥쪽으로는 적외선을 복사할 것이라는 주장을 폈다. 이에 따르면 밤하늘에서 적외선을 복사하는 거대한 물체를 찾아보는 것이 외계 문명체를 탐사하는 SETI 계획의 한 방법이 된다. 다이슨은 복사 차폐물로 자그마한 운석들의 구름을 생각했지만, 과학 소설에선 이어진 고체 구조물이 선호되어 왔다. 이러한 상상 속의 구조를 다이슨 구라고 부른다. 또한 그는 다이슨 나무라는 것도 제안했는데, 이는 유전자 조작으로 혜성에서도 자랄 수 있는 식물을 말한다. 다이슨은 혜성을 조작하여 내부에 생물이 숨쉴 수 있는 대기를 만들어 내는 것이 가능하며, 태양계 밖으로 인간을 보낼 수 있는 서식지를 조성할 수 있다고 했다.
프리먼 다이슨은 2020년 2월 28일, 98세의 나이로 뉴저지주 프린스턴에서 생을 마감하였다.
딸 에스더 다이슨은 기업가이자 투자자이다. 아들 조지 다이슨은 역사가로, 과학사를 연구한다.

## 저서
- 《상상의 세계》 (Imagined Worlds)
- 《에로스에서 가이아까지》 (From Eros to Gaia)
- 《프리먼 다이슨, 20세기를 말하다》. 김희봉 역. 사이언스북스. 2009. ISBN 9788983712332. (원제 Disturbing the Universe)